# Kazimierz Marczewski (architekt)

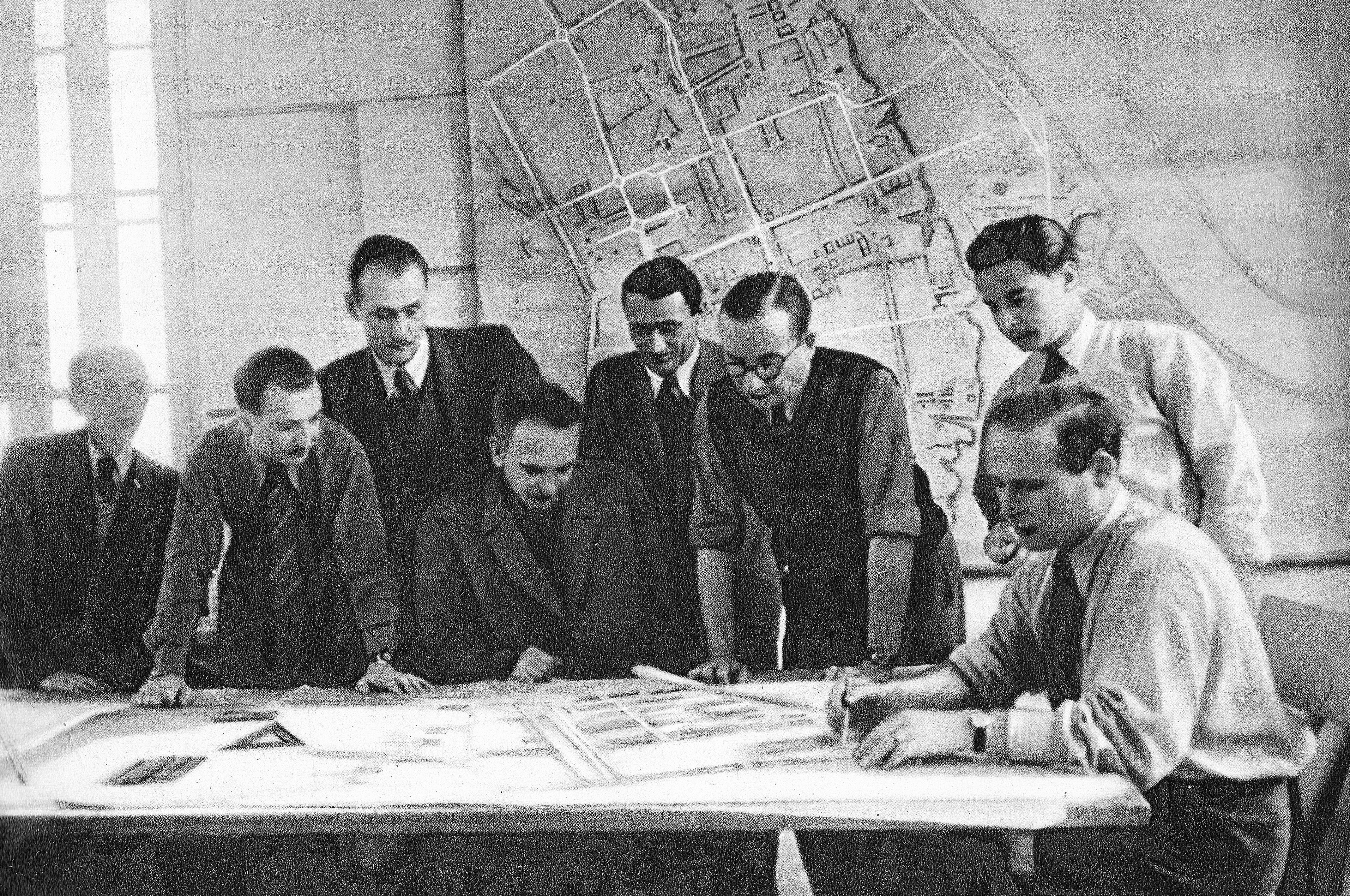
Kazimierz Marczewski (trzeci z prawej) w urbanistycznej pracowni „Śródmieście” Biura Odbudowy Stolicy

Kazimierz Marczewski (ur. 14 sierpnia 1903 w Gdańcówce (Ukraina), zm. 7 lipca 1977 w Warszawie) – polski architekt i urbanista.

## Życiorys
Ukończył studia na Wydziale Architektury Politechniki Warszawskiej. 
Był członkiem komitetu redakcyjnego „Architektury i Budownictwa”. Po wrześniu 1939 pracował w Biurze Planowania Regionalnego, które w swoim składzie miało również tajną pracownię architektoniczną. 
Brał udział w powstaniu warszawskim w szeregach Armii Krajowej; należał do działającego w ramach Grupy „Północ” VI batalionu OW PPS. Następnie był zaszeregowany do Komendy Placu Warszawa-Południe. Po upadku powstania dostał się do niewoli, ale nie zachowały się informacje, gdzie przebywał. 
W 1945 powrócił do Warszawy. Był jednym z współtwórców Biura Odbudowy Stolicy. 
Był współautorem planów zagospodarowania przestrzennego Warszawy (w tym planu generalnego) i Warszawskiego Zespołu Miejskiego, projektował obiekty użyteczności publicznej m.in. kino Moskwa, Dom Słowa Polskiego i obiekty Bellony w Warszawie. 
Z ramienia ONZ pracował jako ekspert przy odbudowie Skopje. W 1955 został odznaczony Krzyżem Kawalerskim Orderu Odrodzenia Polski. 
Został pochowany na cmentarzu Powązkowskim (kwatera 59-5-14).

## Ważniejsze prace
- Dom Słowa Polskiego (ze Stefanem Putowskim i Zygmuntem Skibniewskim)
- Kino Moskwa w Warszawie (ze Stefanem Putowskim)
- Pomnik-Mauzoleum Władysława Hibnera, Władysława Kniewskiego i Henryka Rutkowskiego wraz z parkiem ich imienia (z Zygmuntem Stępińskim i Krystyną Onitzchową)